# U.S. Route 58
La U.S. Route 58 (US 58) est une US Route ouest–est parcourant 508 miles (818 km) à partir de la US 25E au nord-ouest de Harrogate, Tennessee jusqu'à la US 60 à Virginia Beach, Virginie. Jusqu'en 1996, année durant laquelle le Cumberland Gap Tunnel a ouvert, la US 58 ne se trouvait qu'en Virginie (aujourd'hui, elle parcourt moins d'un mile (1,6 km) hors de la Virginie, au Tennessee). Elle a été prolongée vers le sud-ouest en empruntant un segment de l'ancienne US 25E, qui n'entre plus en Virginie. Sur la majeure partie de son tracé, la US 58 longe la frontière avec la Caroline du Nord, au sud de la Virginie.

## Description du tracé
|       | mi     | km     |
| ----- | ------ | ------ |
| TN    | 0,60   | 0,97   |
| VA    | 507,40 | 817,03 |
| Total | 508,00 | 818,00 |

### Tennessee

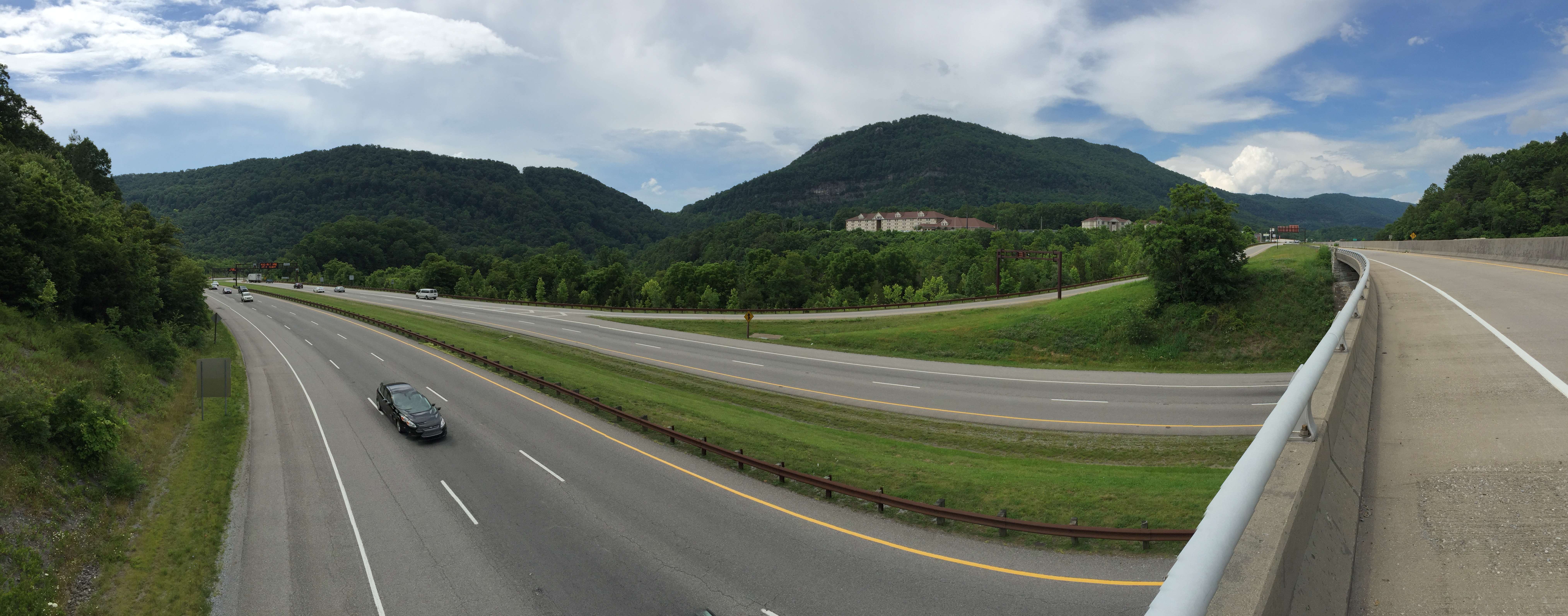
Panorama de l'échangeur entre la US 25E et la US 58 à Cumberland Gap, TN

La US 58 débute à un échangeur avec la US 25E tout juste au sud du Cumberland Gap Tunnel. La jonction est située à la frontière des villes de Cumberland Gap et de Harrogate. La route se dirige vers le nord-est en configuration à quatre voies séparées et atteint rapidement la frontière avec la Virginie, moins d'un mile (1,6 km) après son extrémité ouest.

### Virginie

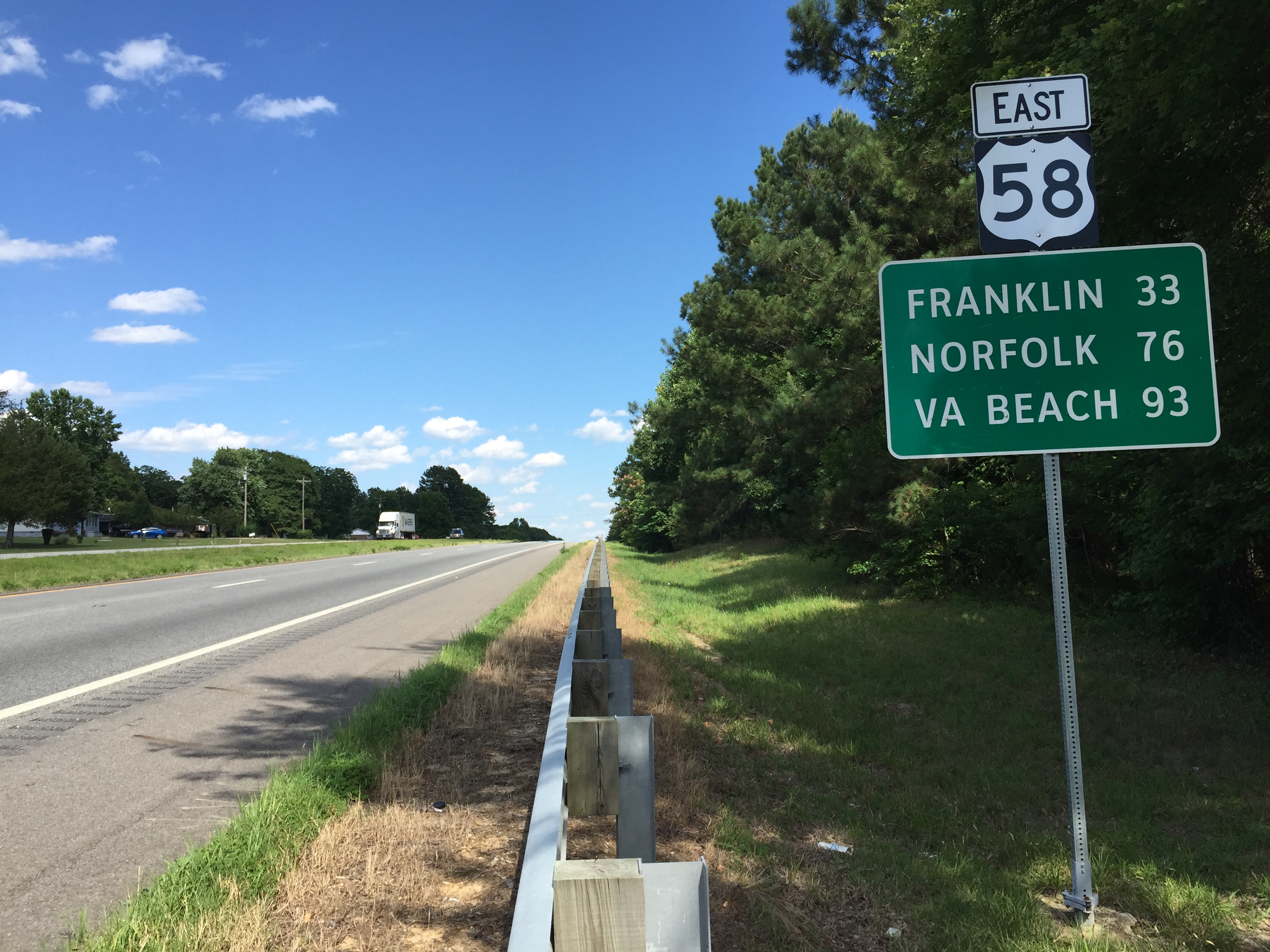
US 58 est à l'est d'Emporia, VA

La US 58 entre en Virginie avec la même configuration qu'au Tennessee, soit en ayant quatre voies séparées. Elle adopte une orientation vers l'est et traverse une section forestière. Elle entre dans le Parc national historique de Cumberland Gap et se continue vers l'est. Elle atteint Wheeler, Ewing et Rose Hill en traversant une région vallonnée et rurale.
La route continue vers l'est et atteint des zones plus urbanisées. Elle traverse Jonesville et se dirige vers Gate City et Weber City. Entre Duffield et Weber City, elle forme un multiplex avec la US 23. Elle se continue vers l'est et entre dans la région de Bristol. À la jonction avec l'I-81, la US 58 se joint à la route et forme un multiplex avec celle-ci jusqu'à Abingdon. Là, elle quitte l'autoroute et suit son propre tracé vers le sud-est. Elle traverse à nouveau une zone rurale et montagneuse jusqu'à Independence.
À partir d'Independence, le terrain s'aplatit et la route devient plus droite et moins sinueuse. La route passe par Galax, Woodlawn, Hillsville, Martinsville, South Boston, South Hill, Emporia, Franklin et Suffolk avant d'atteindre la région de Chesapeake.
En arrivant dans la région de Chesapeake, la US 58 traverse Portsmouth. Elle passe sous la Elizabeth River dans un tunnel et atteint Norfolk. Elle traverse la ville et se dirige vers l'est. Elle est parallèle à l'I-264 jusqu'à Virginia Beach, où elle prend fin à la jonction avec la US 60, tout près de la côte Atlantique.

## Intersections majeures
Tennessee
 US 25E à Cumberland Gap
Virginie
 US 421 au sud de Woodway. Les routes forment un multiplex jusqu'à Bristol.
 US 23 à Duffield. Les routes forment un multiplex jusqu'à Weber City.
 I-81 à Bristol. Les routes forment un multiplex jusqu'à Abingdon.
 I-381 à Bristol
 US 11 / US 19 à Bristol
 US 11 à Abingdon. Les routes forment un multiplex dans la ville.
 US 21 à Independence
 I-77 / US 221 à Hillsville. La US 58 / US 221 forment un multiplex dans la ville.
 US 52 à Hillsville
 US 220 à Horsepasture. Les routes forment un multiplex jusqu'au nord de Ridgeway.
 US 29 à Danville. Les routes forment un multiplex dans la ville.
 US 360 à Danville. Les routes forment un multiplex jusqu'à South Boston.
 US 501 à South Boston
 US 15 à Clarksville
 US 15 à Clarksville
 US 1 au sud-ouest de South Hill. Les routes forment un multiplex jusqu'à South Hill.
 I-85 à South Hill
 I-95 à Emporia
 US 301 à Emporia
 US 258 à Franklin
 US 13 à Suffolk. Les routes forment un multiplex jusqu'à Chesapeake.
 US 460 à Suffolk. Les routes forment un multiplex jusqu'à Chesapeake.
 I-664 à Chesapeake
 US 17 à Portsmouth
 US 460 à Norfolk
 US 13 à Norfolk
 I-264 à Virginia Beach
 US 60 à Virginia Beach

## Routes auxiliaires
- US 158, route ouest-est reliant Mocksville et Whalebone Junction en Caroline du Nord.
- US 258, route sud-nord reliant Jacksonville, Caroline du Nord et Hampton, Virginie.